# Renner 5044

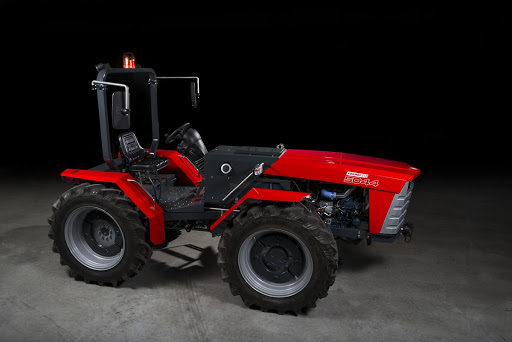
Renner 5044 traktor

A Renner 5044 magyar, a nagy sikerű Dutra alapján épült, de a modern kor elvárásainak megfelelő, összkerék-meghajtású mezőgazdasági vontató (traktor).
A Renner-50 univerzális összkerékhajtású erőgép projektje azzal a céllal jött létre, hogy a 20. században elért magyar mérnöki eredményeket felhasználva, a magyarországi OEM típusú traktorgyártást újraindítsa. 
A traktor fő mérnöke dr. Renner Tamás volt. A traktor gyártásával és értékesítésével a Renner Bt. foglalkozik. A traktor tervezése 2016-ban kezdődött. Nullszériás gyártása 2018-19-ben történt meg.

## Műszaki paraméterek
| Motor                                    | Motor                                                | TLT hajtás                                 | TLT hajtás                       |
| ---------------------------------------- | ---------------------------------------------------- | ------------------------------------------ | -------------------------------- |
| Gyártó                                   | Kubota                                               | Hajtásmód                                  | Motorfordulatszám és útarányos   |
| Modell                                   | V2403-M-E3B                                          | Tengelykapcsoló                            | Egytárcsás száraz                |
| Típus                                    | 4 ütemű, 4 hengeres, közvetlen befecskendezésű dízel | Fordulatszám/tengelycsonk átmérő/bordaszám | 540/540E/1000 1/min / ø35 / 6 db |
| Hengerűrtartalom                         | 2434 cm3                                             |                                            |                                  |
| Névleges teljesítmény                    | 36,5 kW / 49,6 Le                                    | Hidraulika-rendszer                        | Hidraulika-rendszer              |
| Maximális teljesítmény                   | 36,5 kW                                              | Típus                                      | Zárt központú                    |
| Maximális nyomaték                       | 160 Nm                                               | Névleges rendszernyomás                    | 180 bar                          |
| Névleges fordulatszám                    | 2700 1/min                                           | Térfogatáram                               | 54 dm /min                       |
| Fordulatszám a maximális teljesítménynél | 2700 1/min                                           | Külső hidraulikus körök száma              | 2                                |
| Fordulatszám a maximális nyomatéknál     | 1500 1/min                                           |                                            |                                  |
| Hűtési rendszer                          | Kényszerkeringetéses vízhűtés                        | Hárompont függesztő szerkezet              | Hárompont függesztő szerkezet    |
|                                          |                                                      | Kategória                                  | II                               |
| Hajtómű                                  | Hajtómű                                              | Maximális emelőképesség                    | 500 kg                           |
| Főtengelykapcsoló                        | Egytárcsás száraz                                    |                                            |                                  |
| Sebességváltó típus                      | Fokozatváltó, szorzóváltó és irányváltó              | Befoglaló méretek                          | Befoglaló méretek                |
| Sebességfokozatok száma (előre/hátra)    | 8/8                                                  | Hosszúság                                  | 4050 mm                          |
| Sebességtartomány (előre/hátra menet)    | 2,5-30 km/h                                          | Szélesség                                  | 1925 mm                          |
| Nyomtáv                                  | 1550 mm                                              | Magasság                                   | 2550 mm                          |
| Tengelytáv                               | 1800 mm                                              | Legkisebb szabad magasság                  | 283 mm                           |
|                                          |                                                      |                                            |                                  |
| Járószerkezet                            | Járószerkezet                                        | Tömegadatok                                | Tömegadatok                      |
| Első kerékméret                          | 11,2-28"                                             | Első tengelyterhelés                       | 1430 kg                          |
| Hátsó kerékméret                         | 11,2-28"                                             | Hátsó tengelyterhelés                      | 1270 kg                          |
|                                          |                                                      | Saját tömeg                                | 2700 kg                          |